# Cervo (Lugo)
Cervo ist eine spanische Gemeinde (Concello) in der Provinz Lugo der autonomen Gemeinschaft Galicien. Die Gemeinde hat 4.184 Einwohner (Stand: 2024).

## Geografie
Cervo ist eine Gemeinde in Spanien, die zum Norden der Provinz Lugo in der autonomen Gemeinschaft Galicien gehört. Es gehört zur Region La Mariña, genauer gesagt zur Region La Mariña Occidental. Sie befindet sich in den sogenannten Rías Altas, einem Küstenabschnitt zwischen Ribadeo und Fisterra.
Es besteht aus einer Ausdehnung von 77,86 km², wobei seine Grenzen im Norden das Kantabrische Meer, im Osten Burela und Foz, im Süden O Valadouro und im Osten Xove sind.

## Bevölkerungsentwicklung der Gemeinde
Legende: Cervo und Burela___Cervo

Quelle: INE-Archiv – grafische Aufarbeitung für Wikipedia

## Geschichte
Bis zum Jahre 1994 gehörte die Küstenstadt Burela zu der Gemeinde. In diesem Jahr wurde sie zu einer eigenständigen Gemeinde.

## Gemeindegliederung
Die Gemeinde Cervo ist in sieben Parroquias gegliedert:
| Parroquias               | Patrozinium | Einwohner 2024 | Fläche km² | Dichte Einw./km² | Höhe msnm | Ortskennzahl |
| ------------------------ | ----------- | -------------- | ---------- | ---------------- | --------- | ------------ |
| Castelo                  | San Xiao    | 147            | 16,15      | 9                | 97        | 27013020000  |
| Cervo                    | Santa María | 1.145          | 8,17       | 140              | 73        | 27013030000  |
| Lieiro                   | Santa María | 2.361          | 10,09      | 234              | 27        | 27013040000  |
| Rúa                      | Santa María | 235            | 26,37      | 9                | 197       | 27013050000  |
| Sargadelos               | Santiago    | 124            | 2,57       | 48               | 103       | 27013060000  |
| San Román de Vilaestrofe | San Román   | 188            | 14,35      | 13               | 112       | 27013070000  |

## Wirtschaft
| Ackerbau, Viehzucht und Fischerei                                                  | 0104  | 06,68  |
| Industrie                                                                          | 0308  | 019,78 |
| Bauwirtschaft                                                                      | 0108  | 06,94  |
| Dienstleistungsbetriebe                                                            | 1.037 | 066,60 |
| Total                                                                              | 1.557 | 100,00 |
| * Daten aus dem Statistischen Amt für Wirtschaftliche Entwicklung in Galicien, IGE |       |        |